# سن-الزئار-دو-تمیسکوواتا، کبک
سن-الزئار-دو-تمیسکوواتا (به فرانسوی: Saint-Elzéar-de-Témiscouata) شهری در منطقه شهری تمیسکوواتا ناحیه با-سن-لوران در استان کبک کانادا است. در سرشماری سال ۲۰۱۱ این شهر ۳۳۵ نفر جمعیت داشته‌است و مساحت آن ۱۵۱٫۵۴ کیلومتر مربع است.